# 유년의 사랑
《유년의 사랑》(Spielen Wir Liebe, Playing With Love)은 이탈리아에서 제작된 피에르 쥬세페 무르기아 감독의 1977년 드라마, 멜로/로맨스 영화이다. 라라 웬델 등이 주연으로 출연하였다.

## 출연

### 주연
- 라라 웬델
- 에바 이오네스코

### 조연
- 마틴 로엡

## 기타
- 각색: 디에터 게이슬러